# Élections générales albertaines de 2008
Les élections générales albertaines de 2008, les 27e de la province canadienne de l'Alberta depuis sa création en 1905, a lieu le 3 mars 2008 afin d'élire les députés de la 27e législature à l'Assemblée législative de l'Alberta.

## Contexte
Les élections devaient initialement être déclenchées plus tôt en raison de la course à la direction du Parti progressiste-conservateur tenue le 2 décembre 2006 et par laquelle Ed Stelmach est élu pour remplacer Ralph Klein comme chef du parti et premier ministre. Les élections sont finalement déclenchées lorsque Stelmach informe officiellement le lieutenant-gouverneur Norman Kwong de dissoudre l'Assemblée législative, le 4 février 2008.
Avec 53 % du vote populaire, le Parti progressiste-conservateur remporte une majorité décisive sur le Parti libéral et les autres partis. Les élections de 2008 sont celles avec le plus faible taux de participation des électeurs dans l'histoire de la province, avec seulement 40,6 % des électeurs qui ont exercé leur droit de vote. 

## Sondages
Les résultats indiqués le cas échéant entre parenthèses sont ceux avant répartition proportionnelle des répondants.
| Dernier jour du sondage                      | P.-C.   | Lib     | NPD    | Wildrose | Vert  | Alliance | Autres | Sondeur    | Échantillon | ME    | Source |
| -------------------------------------------- | ------- | ------- | ------ | -------- | ----- | -------- | ------ | ---------- | ----------- | ----- | ------ |
| Dernier jour du sondage                      |         |         |        |          |       |          |        | Sondeur    | Échantillon | ME    | Source |
| 29 février 2008                              | 43      | 28      | 13     | 10       | 7     | –        | 0      | Angus Reid | 753         | ± 3,6 | PDF    |
| 28 février 2008                              | 50      | 25      | 8      | 10       | 8     | –        | 0      | SC         | NC          | NC    | NC     |
| 25 février 2008                              | 55      | 24      | 7      | 8        | 6     | –        | 0      | Léger      | 900         | ± 3,3 | PDF    |
| 20 février 2008                              | 42      | 31      | 9      | 10       | 8     | –        | 0      | Angus Reid | NC          | NC    | HTML   |
| Création du Parti Wildrose (30 janvier 2008) |         |         |        |          |       |          |        |            |             |       |        |
| 13 janvier 2008                              | 58      | 19      | 9      | –        | 9     | 5        | 0      | SC         | 800         | ± 3,5 | PDF    |
| 30 septembre 2006                            | 62 (54) | 12 (14) | 9 (10) | –        | 5 (6) | 4 (5)    | 3 (3)  | Léger      | 900         | ± 3,3 | PDF    |

## Résultats
| Parti | Parti                     | Chef           | # de candidats | Sièges | Sièges      | Sièges | Sièges  | Voix    | Voix    | Voix    |
| Parti | Parti                     | Chef           | # de candidats | 2004   | Dissolution | Élus   | % Diff. | #       | %       | % Diff. |
| ----- | ------------------------- | -------------- | -------------- | ------ | ----------- | ------ | ------- | ------- | ------- | ------- |
|       | Progressiste-conservateur | Ed Stelmach    | 83             | 62     | 60          | 72     | +20 %   | 501 063 | 52,7 %  | +5,9 %  |
|       | Libéral                   | Kevin Taft     | 82             | 16     | 16          | 9      | -44 %   | 251 158 | 26,4 %  | -3,0 %  |
|       | NPD                       | Brian Mason    | 83             | 4      | 4           | 2      | -50 %   | 80 578  | 8,5 %   | -1,7 %  |
|       | Alliance Wildrose         | Paul Hinman    | 61             | 1      | 1           | -      | -100 %  | 64 407  | 6,8 %   | -1,9 %1 |
|       | Vert                      | George Read    | 79             | -      | -           | -      | -       | 43 222  | 4,5 %   | +1,8 %  |
|       | Crédit social             | Len Skowronski | 8              | -      | -           | -      | -       | 2 043   | 0,2 %   | -1,0 %  |
|       | Separation                | Bruce Hutton   | 1              | -      | -           | -      | -       | 119     | < 0,1 % | -0,5 %  |
|       | Communiste                | Naomi Rankin   | 2              | -      | -           | -      | -       | 96      | < 0,1 % | ~ 0 %   |
|       | Alberta Party             | Bruce Stubbs   | 1              | -      | -           | -      | -       | 42      | < 0,1 % | -0,3 %  |
|       | Indépendant               | Indépendant    | 7              | -      | 1           | -      | -100 %  | 7 635   | 0,8 %   | +0,7 %  |
|       | Vacant                    | Vacant         | Vacant         | Vacant | 1           |        |         |         |         |         |
| Total | Total                     | Total          | 407            | 83     | 83          | 83     | -       | 950 363 | 100,0   |         |

Notes :
1 Le changement des résultats est comparé à la partie Alliance en 2004.

### Source
- (en) Cet article est partiellement ou en totalité issu de l’article de Wikipédia en anglais intitulé « Alberta general election, 2008 » (voir la liste des auteurs).